# 桥河岔乡
桥河岔乡，是中华人民共和国陕西省榆林市米脂县一个已撤销的乡级行政区，2015年，陕西省民政厅批复同意撤销桥河岔乡，将其所辖行政区域划归印斗镇。